# Policarpo di Gerusalemme
Policarpo (in greco Πολύκαρπος?; XVIII secolo – Costantinopoli, 15 gennaio 1827) è stato il patriarca greco-ortodosso di Gerusalemme tra il 1808 e il 1827.

## Biografia
Prima dell'elezione a patriarca fu metropolita di Betlemme.
Il 22 novembre 1808 morì il patriarca Antimo, e lo stesso giorno a Costantinopoli, con la partecipazione del Santo Sinodo del Patriarcato di Costantinopoli e di rappresentanti della Chiesa di Gerusalemme, venne eletto al soglio patriarcale Policarpo.
Policarpo per tutto il periodo del suo patriarcato visse a Costantinopoli e da lì governò la Chiesa a lui affidata.
Una serie di fattori, quali grandi opere finanziate all'inizio del XIX secolo (soprattutto il restauro nel 1809-1810 della chiesa bruciata del Santo Sepolcro), l'interruzione nella ricezione delle entrate dei beni del Patriarcato nei principati danubiani, una gestione finanziaria disordinata, e, cosa più importante, la persecuzione ottomana degli ortodossi dopo l'inizio della rivolta greca nel 1821, portò alla completa rovina del Patriarcato, incapace di sostenere un enorme debito.
Morì il 15 gennaio 1827 a Costantinopoli. Dopo la sua morte, a causa dell'enorme debito di 18 milioni di piastre che il patriarcato aveva accumulato, non c'erano persone disponibili a prendere il trono di Gerusalemme tra il più alto clero greco-ortodosso, tranne l'igumeno del monastero della Confraternita del Santo Sepolcro di Neochoria Atanasio.